# دوغلاس إي. كوان
دوغلاس إي. كوان هو عالم اجتماع كندي، ولد في 14 أغسطس 1958.